# Krystal (elektronika)

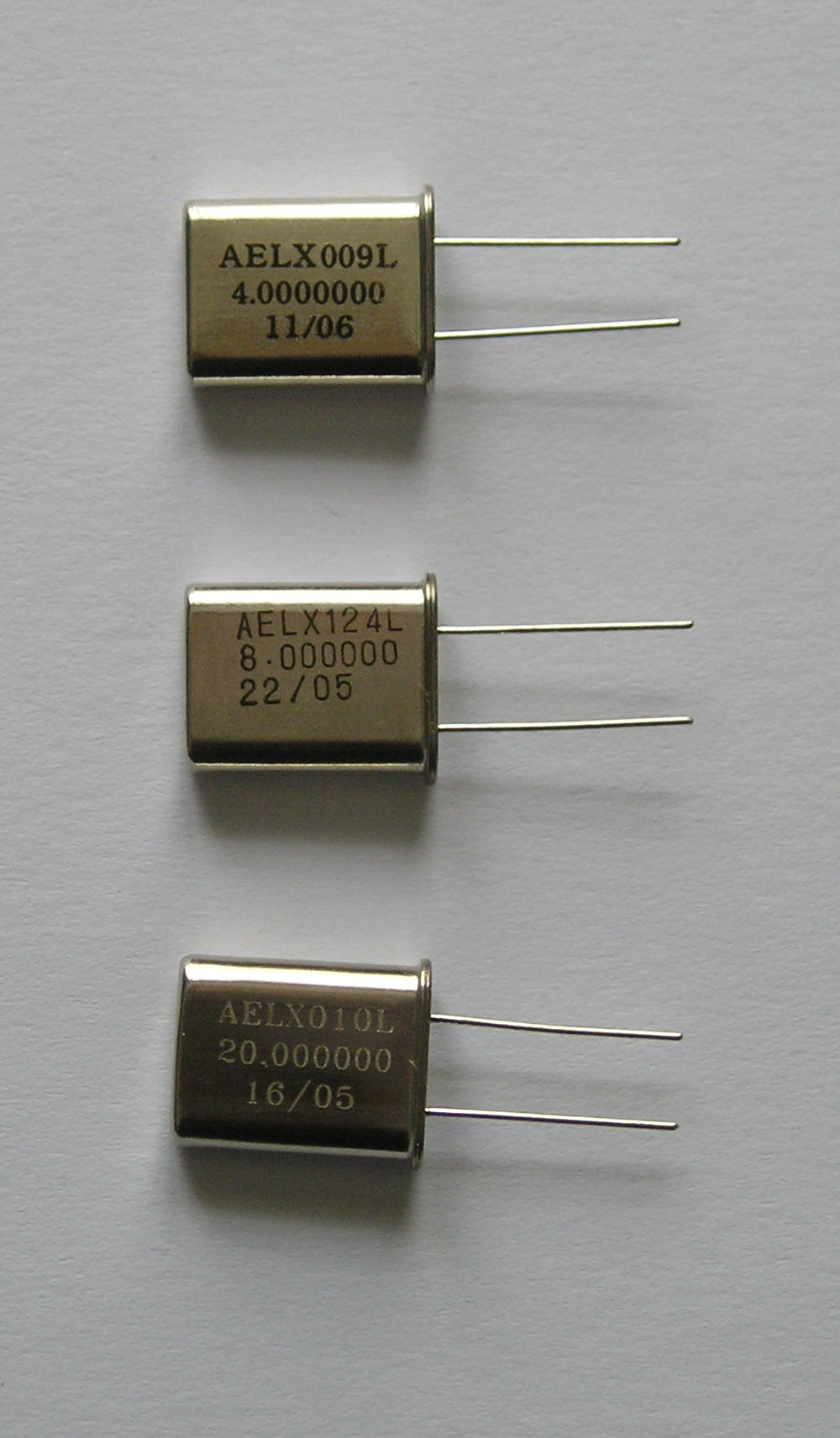
Krystaly pro různé frekvence

Krystal je pasivní elektrotechnická součástka používaná v elektronických obvodech jako rezonátor s velmi přesnou a stabilní rezonanční frekvencí. Používá se jako frekvenční filtr v rádiových přijímačích, v přesných oscilátorech například ve vysílačích, v elektronických hodinách a hodinkách, pro taktování procesorů v počítačích a dalších zařízeních spotřební elektroniky (např. flash disky).

## Princip činnosti

Schematická značka piezoelektrického krystalového rezonátoru

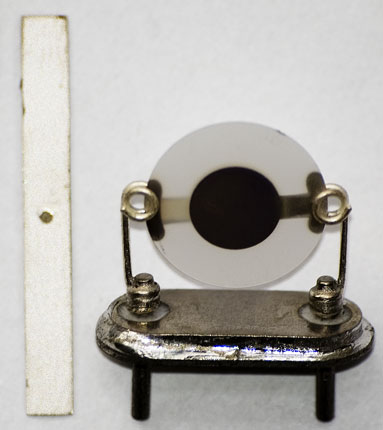
Krystalový výbrus pro ohybové kmity a krystal po otevření pouzdra

Některé krystalické látky vykazují piezoelektrický jev. Ten se projevuje tak, že při mechanickém namáhání krystalu ve správném směru se na něm (zpravidla v kolmém směru) objeví elektrické napětí a naopak po přiložení elektrického napětí se krystal mechanicky deformuje.
Jestliže z takové látky vyrobíme tenkou destičku, opatříme ji elektrodami a na ně přiložíme střídavé napětí, destička se rozkmitá. Kmity destičky budou nejsilnější, pokud najdeme frekvenci, na které destička mechanicky rezonuje. Mechanická rezonance destičky se promítá i do elektrických parametrů součástky, takže z pohledu obvodu, ve kterém je zapojen, se krystal chová jako velmi kvalitní elektrický rezonanční obvod.

### Náhradní schéma

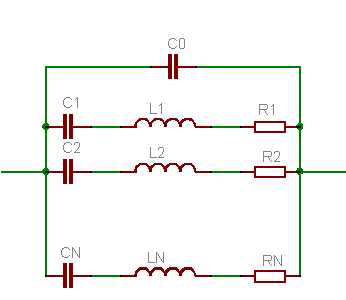
Náhradní schéma krystalového rezonátoru.

Krystalový výbrus má několik rezonančních kmitočtů. Jednotlivým z nich odpovídají sériové rezonanční obvody C1, L1, R1 až Cn, Ln, Rn. Kapacita C0 odpovídá kapacitě mezi elektrodami na výbrusu a její velikost je typicky kolem 10 pF.
Pokud uvažujeme jednu konkrétní rezonanční frekvenci krystalu, můžeme schéma zjednodušit pouze na C0 a jeden rezonanční obvod C1, L1, R1.
Hodnoty součástek C1, L1, R1 se pohybují v širokém rozmezí, podle typu výbrusu a zvolené rezonanční frekvence.
Každá rezonance krystalu má svou sériovou ωs a paralelní ωp úhlovou frekvenci, (tzv. rezonanci a antirezonanci). Vypočítají se podle vztahů:
{\displaystyle \omega _{s}={\frac {1}{\sqrt {LC}}}}
a
{\displaystyle \omega _{p}={\sqrt {{\frac {1}{LC}}\left(1+{\frac {C}{C_{0}}}\right)}}}

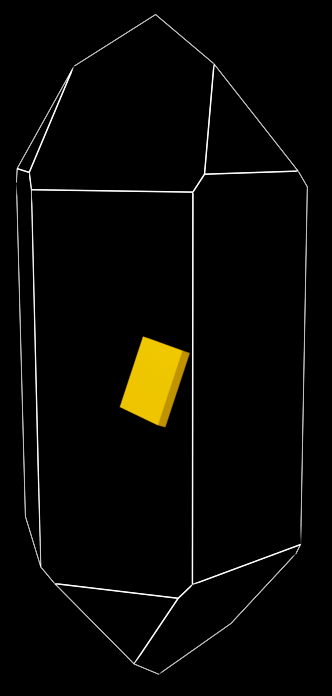
Krystal křemene (klencová krystalická soustava) s naznačeným jedním typem výbrusu.

Protože kapacita C0 je výrazně větší než C1, leží obě rezonanční frekvence těsně vedle sebe. V oblasti mezi rezonancemi krystal pro obvod představuje na frekvenci závislou indukčnost, mimo tuto oblast pak na frekvenci závislou kapacitu.
Krystalové rezonátory se vyrábějí téměř výlučně z krystalu křemene SiO2, protože dosahuje vynikajících elektrických parametrů a dlouhodobé časové i teplotní stability rezonanční frekvence. Frekvence kmitání křemenného krystalu se volí nejčastěji 32 768 Hz, protože krystal s touto frekvencí lze vyrobit malý a postupným dělením frekvence dvěma (snadno elektronicky realizovatelným) lze získat frekvenci 1 Hz, tedy 1 puls za sekundu.

## Technologie výroby
Z krystalu křemene se v přesně určených směrech řežou a přesně vybrušují tenké destičky. Směr řezu a rozměry destiček určují typy rezonancí, kterých výbrus může dosáhnout a jejich rezonanční frekvence.
Na přesný výbrus se pak napaří tenké stříbrné nebo zlaté elektrody, jejichž tvar je závislý na požadovaném typu rezonance. Na tyto elektrody se vhodným způsobem nakontaktují vývody a krystal se uzavře do kovového pouzdra.
Krystaly se speciálními požadavky na stabilitu bývají uzavřeny do speciálního vakuového pouzdra nebo se umisťují do termostatu, aby frekvence nebyla závislá na teplotě.

## Přesné doladění krystalu

Typy kmitů krystalových výbrusů

Ačkoliv se krystaly vyrábějí s širokém sortimentu hodnot a s vysokou přesností, může v případě některých malosériových nebo kusových konstrukcí vzniknout potřeba změnit jejich parametry. V malém rozsahu se k tomu používá technika jódování, spočívající ve snížení rezonanční frekvence systému krystal-elektroda-vývod difúzí jódových par do stříbrného polepu. Opačný postup - čpavkování, spočívá v odstranění předchozího jódování. Další zvýšení rezonanční frekvence škrábáním nebo odleptáním části  stříbrné metalizace je značně riskantní, neboť hrozí poškození krystalu a pronikavé snížení Q takto upraveného krystalu.
K doladění celého obvodu se používá také paralelní kondenzátor s proměnnou kapacitou (trimr).